# Reciclaje urbano

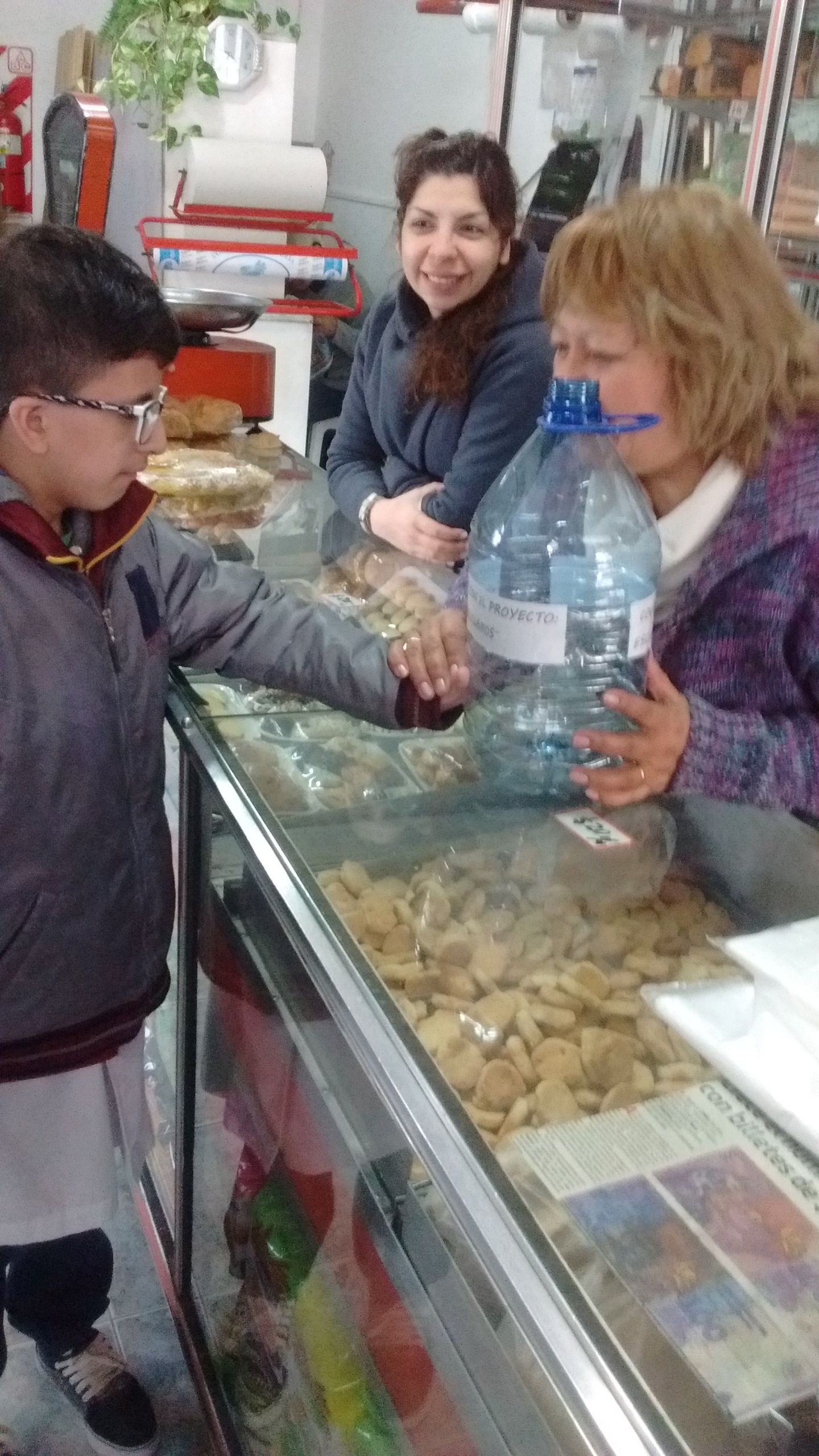
Proyecto "Todos reciclamos" en la Escuela Especial 507. Villa Corina, Avellaneda, Buenos Aires, Argentina. El proyecto busca concientizar a la comunidad sobre la importancia del reciclado.

El reciclaje urbano es la acción que se da cuando una comunidad o sociedad obtiene recursos y materia prima de los desechos propios de su comunidad o de otras comunidades aledañas con la intención de dejar espacios públicos libres de basura y reutilizarla en beneficio de la comunidad. 
Un ejemplo de esto son las paredes ecológicas que adornan algunos parques o construcciones; utilizan botellas de material PET para sembrar plantas y estas son unidas en forma de red con materiales como alambre y cables. Un ejemplo de pared ecológica se puede encontrar en el Horno 3 del Parque Fundidora en Monterrey Nuevo León, México.
El reciclaje urbano es también conocido como la utilización de espacios que fueron abandonados u olvidados, ya sea fábricas, talleres, almacenes, muelles, instalaciones militares, entre otros y que han sido readaptados o acondicionados para darles un nuevo uso, ya sea público o privado. 
Un ejemplo de esto son parques creados en reservas naturales, museos creados en zonas arqueológicas o en instalaciones militares antiguas. El ecoparque metropolitano de la ciudad de Puebla, México fue construido para rescatar una reserva natural que había sido utilizada como un parque de diversiones llamado Valle fantástico; el gobierno de la ciudad de Puebla a cargo del gobernador Rafael Moreno Valle Rosas le llama a este proyecto "el primer respiro de un nuevo pulmón de Puebla".

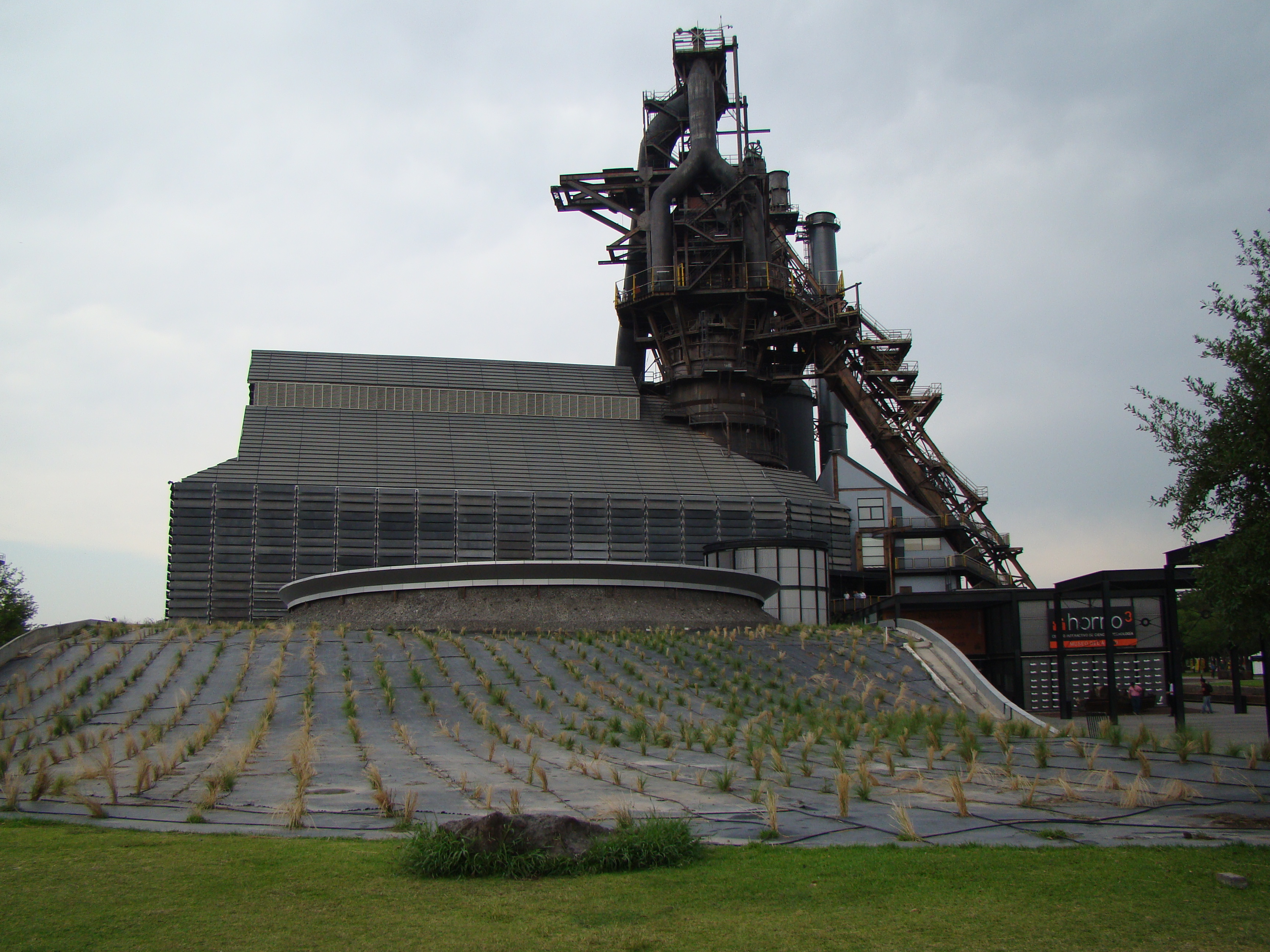
Parque Fundidora. Monterrey Nuevo LeónHorno 3. Utiliza paredes y muros ecológicos al exterior